# Jay Bahadur
Jay Bahadur (Toronto; enero de 1984) es un periodista y autor canadiense. Alcanzó reconocimiento mundial por sus informes sobre la piratería en Somalia, escribiendo para The New York Times, The Financial Post, The Globe and Mail y The Times of London. También realizó trabajos como corresponsal independiente para CBS News y ha asesorado al Departamento de Estado de EE. UU. acerca de piratería. Su primer libro, The Pirates of Somalia: Inside Their Hidden World (2011), es su relato de cómo vivió con los piratas durante varios meses en Puntland, una región semiautónoma en el noreste de Somalia. Actualmente, Bahadur vive en Nairobi, Kenia.

## Temprana edad y educación
Bahadur nació en 1984 en Toronto, Ontario, Canadá. Fue educado en la Universidad de Toronto, donde se graduó en 2007 con una licenciatura en Ciencias Políticas y Economía. En 2008, trabajaba para una empresa de investigación de mercado en Chicago. Interesado en trabajar como periodista, consulto a periodista que  le aconsejaron que evitara la universidad y, en vez, obtuviera experiencia trabajando como independiente en "lugares locos".

## Carrera profesional
Como periodista, ha escrito para The New York Times, The Financial Post, The Globe and Mail, The Times of London y ha trabajado para CBS News como corresponsal independiente.
Inicialmente, Bahadur quería visitar Somalia para escribir sobre las elecciones en la parte noroeste del país, pero la cobertura de noticias sobre el secuestro y captura del carguero ucraniano "MV Faina" por piratas somalíes en septiembre de 2008 le hizo cambiar de tema. Decidido a cubrir el ángulo de la piratería, se puso en contacto con periodistas en Somalia e hizo arreglos con Radio Garowe. Renunció a su trabajo y compró un boleto a Somalia. Varios meses antes de su llegada, la periodista independiente canadiense Amanda Lindhout fue secuestrada en Somalia por hombres armados lejos de las áreas relativamente seguras de Somalilandia y Puntlandia, donde Bahadur estaba trabajando en sus entrevistas.
En enero de 2009, Bahadur viajó durante casi dos días para llegar a la región semiautónoma de Puntland en el noreste de Somalia. Una vez allí, se reunió con los piratas y conoció la verdadera historia de la industria. Descubrió información que desafiaba las suposiciones básicas sobre los piratas: no había tantos piratas como le hicieron creer, no estaban controlados por organizaciones criminales internacionales y no trabajaban con yihadistas.
Visitó África varias veces y pasó tres meses en áreas donde la mayoría de los periodistas jamás hubieran visitado. Regresó de su primer viaje en marzo de 2009, justo antes del secuestro de Maersk Alabama en abril. Este acontecimiento llevó a un mayor interés en su libro y posteriormente lo vendió a un editor. Bahadur planeaba terminar su primer libro antes de 2010, pero le llevó mucho más tiempo de lo esperado. Su libro, Los piratas de Somalia: dentro de su mundo oculto fue lanzado en los Estados Unidos el 19 de julio de 2011
El 9 de agosto de 2011, apareció como invitado en The Daily Show.
En 2017 se estrenó una película basada en su libro, Los Piratas de Somalia, la cual fue dirigida por Bryan Buckley y su persona fue interpretada por Evan Peters.

## Publicaciones
- The Pirates of Somalia: Inside Their Hidden World. Harper Collins, 2011. ISBN 0-307-37906-X.

## Otras lecturas
- Ewing, Mike. (July 26, 2011). Ontario Morning Podcast Archivado el 16 de marzo de 2012 en Wayback Machine.. CBC Radio One. Event occurs from 10:00-19:35.
- Kirkus Reviews. (May 15, 2011). The Pirates of Somalia: Inside Their Hidden World. 79(10), 828-829. ISSN 0042-6598
- Nanjiani, S. (June 6, 2011). Extended Interview with Jay Bahadur. BBC Radio Scotland.